# Belén (Catamarca)

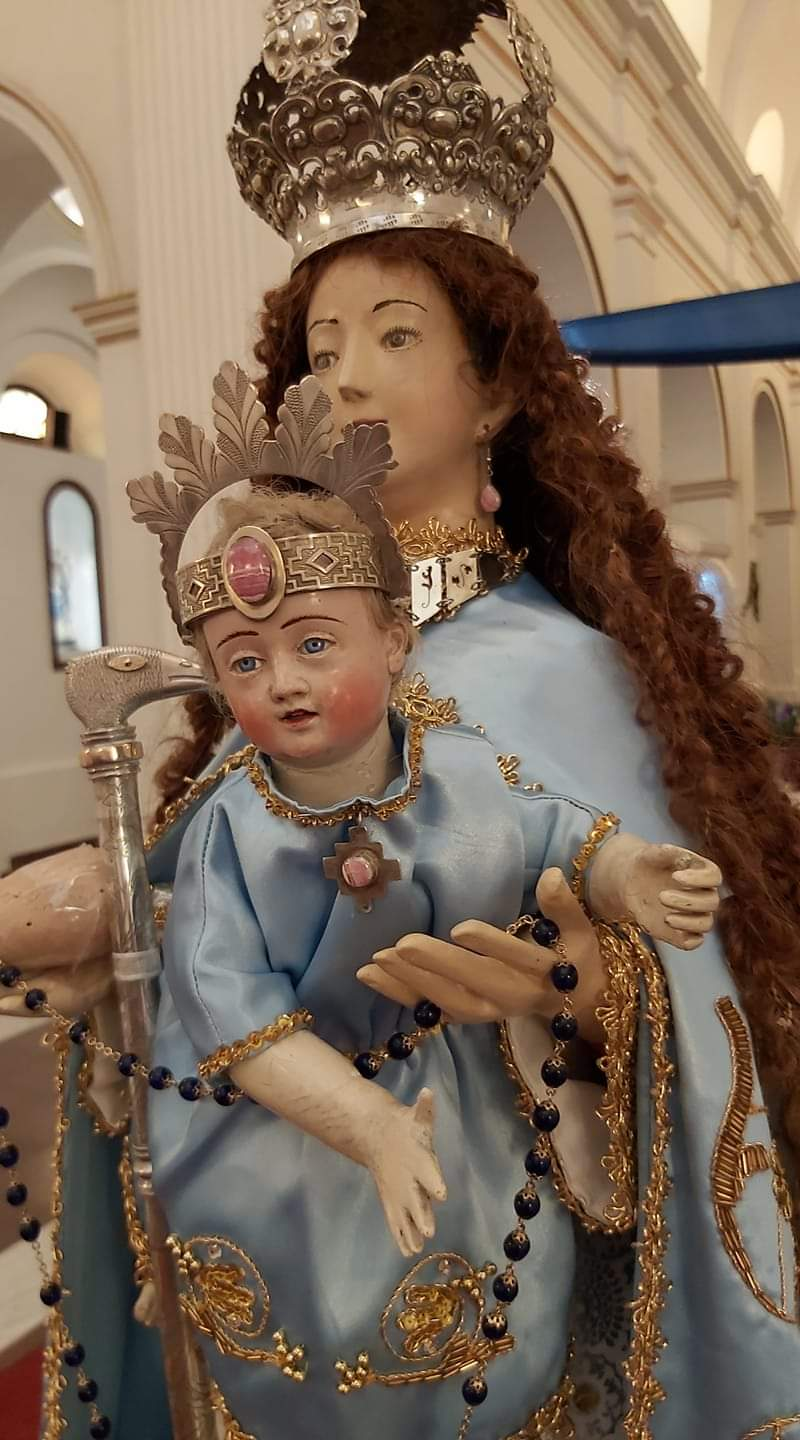
Nuestra Señora Virgen de Belén, que se encuentra en el santuario

Belén es una ciudad de la provincia argentina de Catamarca, y capital del departamento Belén.
Se ubica al sudoeste del departamento entre los km 4089 y 4092 de la Ruta Nacional 40, en un valle semiárido surcado por el Río Belén.

## Turismo
- Monumento a Nuestra Señora de Belén: magnífica obra construida en honor a la Virgen de Belén, un monumento de 15 m de altura, se encuentra en el cerro oeste de la ciudad, en un sitio que constituye el mirador de la ciudad, a una altitud de 300 m s. n. m.

- Museo Arqueológico Cóndor Huasi: considerado uno de los más importantes de su tipo dentro de la provincia. Conserva más de 3.000 piezas de cerámica, hueso, piedra y metal
- Santuario Nuestra Señora de Belén: fue inaugurado en 1907, resguarda la imagen de Nuestra Señora de Belén, patrona del departamento
- Plaza Olmos y Aguilera: principal paseo público de la ciudad. Preserva el nombre del fundador al que se lo recuerda en una pirámide erigida en el centro de la misma
- Quebrada de Belén: tramo de 11 km de recorrido donde se encuentran numerosas montañas al norte de la ciudad sobre la RN 40, se accede a través de ella la zona del norte del departamento. Sobre esta quebrada se encuentra la reserva municipal Quebrada de Belen donde pueden encontrarse en distintos sitios esculturas de animales autóctonos, como el quirquincho, la liebre y el suri.
- Mirador Cerro San Luis: atractivo sitio ubicado al este de la ciudad, atravesando el otro lado del Río Belén por la ruta provincial número 46. Desde donde se obtiene fabulosa vistas panorámicas
- Pequeño Valle de la Luna en el cual se destacan las geoformas llamadas Los Jasis, a 85  km al norte de Belén, próximos al paraje de Corral Quemado.[1]

La ciudad catamarqueña y argentina de Belén es célebre desde hace siglos por sus diversos tejidos artesanales realizados en telares, aparte del anascote, de la barchila, el barracán y el picote se destacan los célebres ponchos belichos.

## Historia

### Fundación
El asentamiento pacífico de colonizadores españoles dentro de la villa de Belén (Catamarca) no pudo concretarse hasta fines del siglo XVII, como consecuencia de la resistencia guerrera que ofrecían las parcialidades indígenas.
Hasta 1627 los colonizadores se vieron obligados a sostener una convivencia pacífica con los pobladores nativos, luego de la cual se produciría una de las etapas más violentas por la recuperacíon del territorio y resguardo de su identidad que se iniciara con el Gran Alzamiento del Cacique Juan Chelemín en 1630, estado bélico que se mantendría por unos 35 años.
En 1633 el Presbítero Bartolomé de Olmos y Aguilera, un laborioso clérigo que ejercía la cura de almas, comprendiendo hoy los departamentos de Andalgalá, Pomán, Santa María, Belén y Tinogasta; la región oeste de la provincia. El Presbítero solicita al gobernador y capitán general del Tucumán maestro de campo, José de Garro, tierras en el Valle de Famayfil (nombre primitivo de la villa de Belén) donde hacer su morada, sementeras, tener sus cabalgaduras y estar en el centro de su enorme parroquia para recorrer su jurisdicción.
La desfavorable situación del asiento de su parroquia en el extremo sudeste, fue sin duda lo que lo indujo a encontrar apropiado este paraje para plantar una población, y fue así como el 20 de diciembre de 1681, fundó la villa de Nuestra Señora de Belén, nombre que le dio posiblemente en recuerdo de la Virgen del Santuario de Nuestra Señora de Belén en España, de donde eran oriundos sus antepasados, o porque fuera la virgen bajo ésta advocación su especial devoción lo que explica el nombre del departamento y de su capital.
En el mapa oficial de Juan de la Cruz Cano y Olmedilla de 1775 aparece Belén (con el nombre Betlem) dentro de la jurisdicción de la Capitanía General de Chile en la zona fronteriza con Tucumán.

## Bagualas
- Grabada por Leda Valladares en Belén, en el carnaval de 1965. Se percibe claramente la voz femenina que propone e inicia la copla; las restantes se le unen después, con mayor decisión en los estribillos. Es una baguala en estilo "temperamental", con gran tensión vocal y psicológica. Cinta incorporada al Archivo del Instituto Nacional de Música.

- Descargar MP3: mono(568 kB) - estéreo (1136 kB)  - 2 min 25 s

## Geografía

### Sismicidad
La sismicidad de la región de Catamarca es frecuente y de intensidad baja, y un silencio sísmico de terremotos medios a graves cada 30 años en áreas aleatorias. Sus últimas expresiones se produjeron:
- 21 de octubre de 1966 (58 años), a las 12.39 UTC-3 con 5,0 Richter; como en toda localidad sísmica, se desconoce/olvida la historia de otros movimientos sísmicos regionales
- 3 de noviembre de 1973 (51 años), a las 14.17 UTC-3 con 5,8 Richter: además de la gravedad física del fenómeno se unió el olvido de la población a estos eventos recurrentes
- 7 de septiembre de 2004 (20 años), a las 8.53 UTC-3, con una magnitud aproximadamente de 6,5 en la escala de Richter (terremoto de Catamarca de 2004)[3]

### Población
Cuenta con 12,256 habitantes (Indec, 2010), lo que representa un incremento del 11% frente a los 11,003 habitantes (Indec, 2001) del censo anterior.
| Gráfica de evolución demográfica de Belén entre 1980 y 2010 |
|                                                             |
| Fuente: censos nacionales del INDEC                         |

## Distancias enkm
A localidades del departamento
- Puerta de San José 11
- Londres 13
- San Fernando 47
- El Eje 53
- Puerta de Corral Quemado 64
- Hualfín 63

A localidades de la provincia
- Andalgalá 84
- Tinogasta 151
- Santa María 175
- San Fernando del Valle de Catamarca 280
- Antofagasta de la Sierra 285
- Recreo 354

A los distintos aglomerados del país
- San Miguel de Tucumán 290
- Salta 601
- Córdoba 630
- Mendoza 815
- Rosario 1.031
- Buenos Aires 1.325

## Imágenes

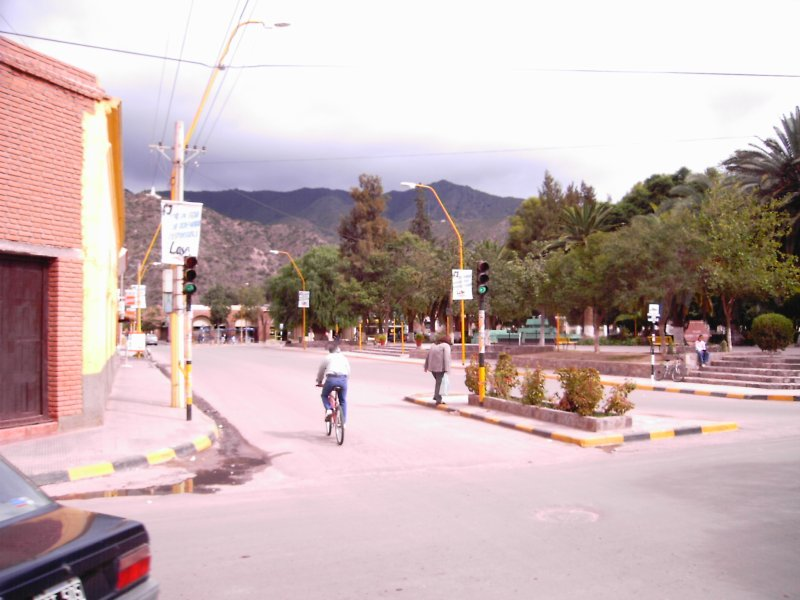
Plaza de Belén
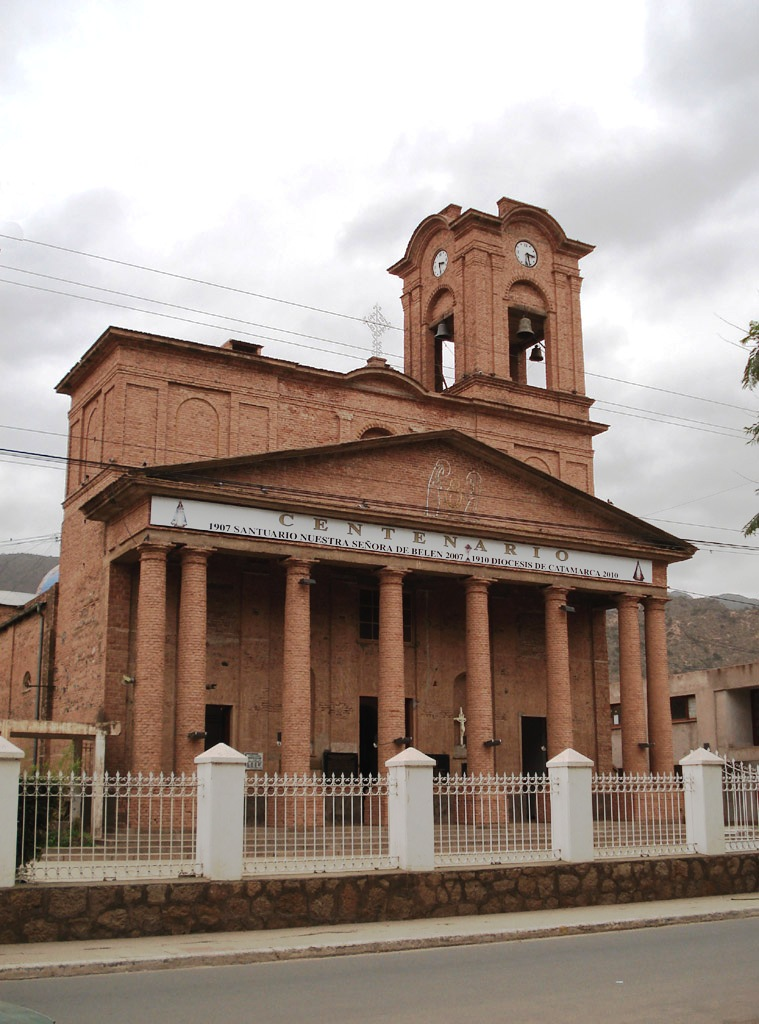
Santuario de Belén
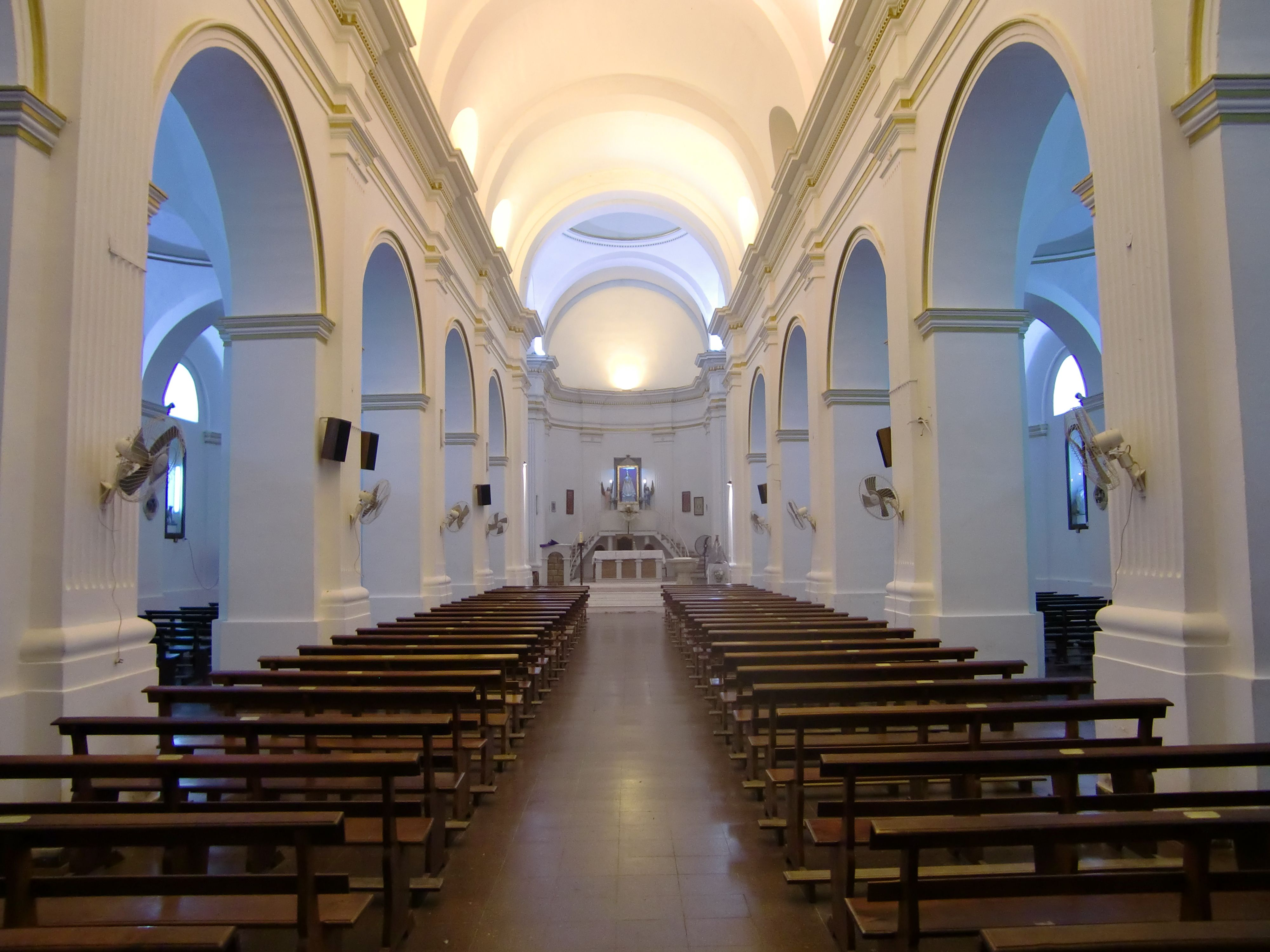
Interior del Santuario de Belén
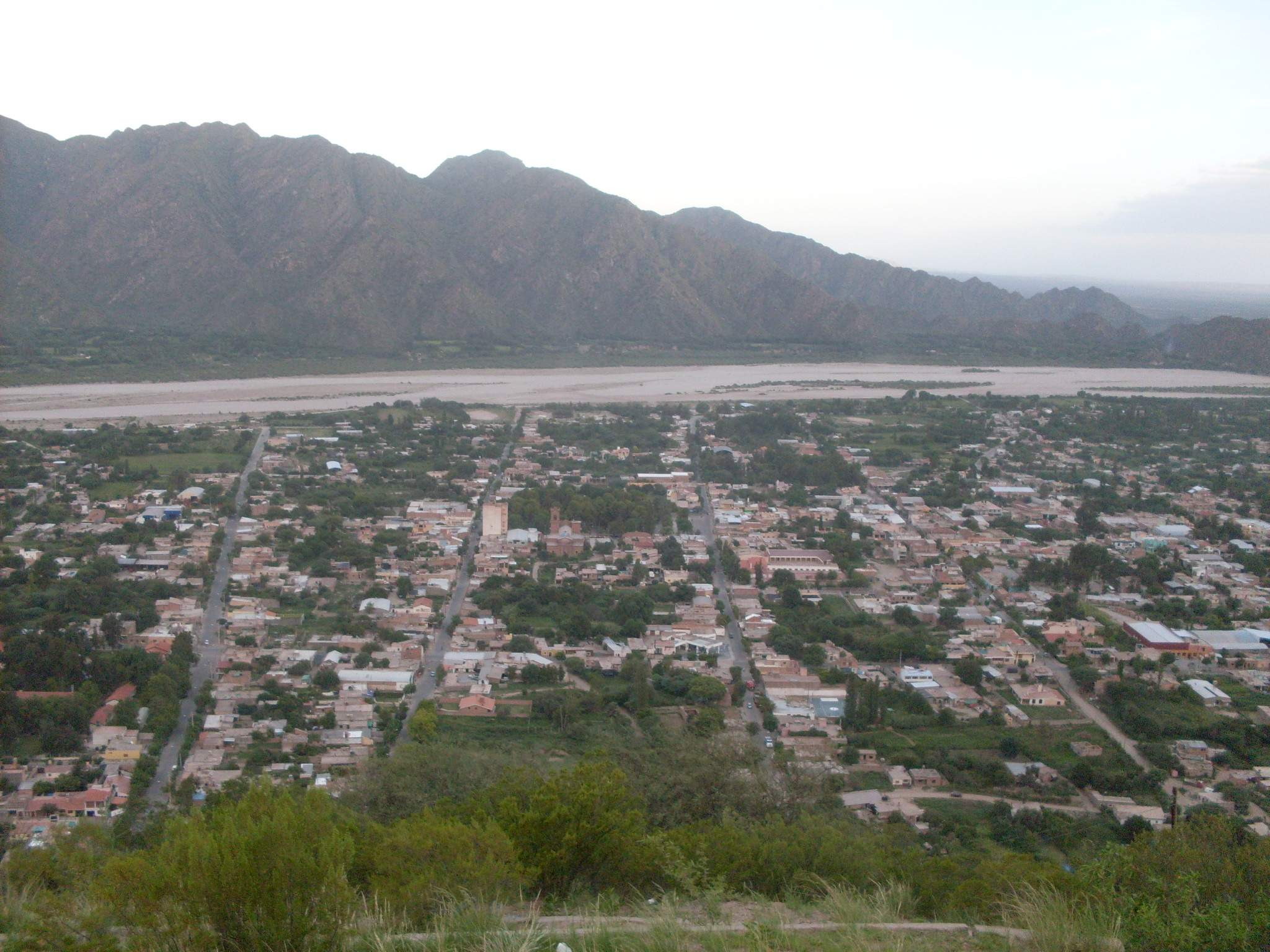
Vista de la ciudad desde el monumento

## Ciudades hermanadas
- Belén, Palestina[cita requerida]
- Avezzano, provincia de L'Aquila[4]

## Parroquias de la Iglesia católica en Belén
| Diócesis  | Catamarca               |
| --------- | ----------------------- |
| Parroquia | Nuestra Señora de Belén |